# Amastris (regent)
Amastris , död 284 f.Kr, var envåldshärskare (tyrann) i Heraclea Pontica 302-284 f.Kr. 
Hon var brorsdotter till Dareios III. 